# Методи Бежански
Вижте пояснителната страница за други личности с името Бежански.
Методи Бежански е български детски писател.

## Биография и творчество
Роден е в село Дивля – Пернишка област. Произхожда от работническо семейство. Учил е в родното си село и в град Перник. Завършил е СУ „Климент Охридски“, специалност „журналистика“.
Работил е в Съюза на народните читалища и Отечествения фронт. От 1950 до 1970 г. – във вестник „Димитровско знаме“ – Перник, като редактор, завеждащ отдел и зам. главен редактор. От 1970 до 1990 г. работи в издателство „Народна младеж“ като редактор и зав. редакция.
Сътрудничил е на БНР, БНТ и радио „Благоевград“; на всички издания за деца и юноши – в. „Септемврийче“ и литературното му приложение „Родни простори“, в. „Другарче“; на списанията „Пламъче“, „Дружинка“ и „Славейче“. Негови произведения са публикувани във вестниците, „Вечерни новини“, „Народна армия“, „Кооперативно село“, „Литературен фронт“, „Земя“, „Република“, „Денница“, „Камбана“, „Български писател“, „Словото днес“, „Дума“, „Новият пулс“ и др.; в списанията „Турист“, „Струма“, „Младеж“; в много сборници като „Слънчеви рудници“ (изд. „Народна младеж“, 1979 г.), „Априлска пионерия“ (изд. „Народна младеж“, 1986 г.); в учебници; в антология „Български писатели за деца“ (втората половина на XX век) на изд. „Български писател“, 1996 г.; международни сборници като „Ден юнного антифашиста“, Москва, „Молодая гвардия“, 1975 г.; „Весенние цветы“, Москва, „Молодая гвардия“ 1978 г. и др.
Книгата му „Вързани приказки“ (изд. „Отечество“, 1987 г.) е наградена от Министерството на народната просвета и Дома на детската книга като най-добра белетристична книга за деца, публикувана през годината. (В библиографските справки към някои книги на писателя, погрешно е изписвано, че тази книга е издание на изд. „Народна младеж“.)
Редица негови произведения са удостоявани с литературни награди. Част от творчеството на Методи Бежански е включено в Златния фонд на Българското национално радио и в Златния фонд на Българската национална телевизия.
Чрез международния книгообмен, от Народната библиотека „Св. св. Кирил и Методий“ книги на писателя, между които и най-скорошните му две заглавия „Магия за любов“ и „Нощите на вълчите сватби“, са депозирани в редица от най-големите чуждестранни библиотеки: Конгресна библиотека – Вашингтон, Публична библиотека – Ню Йорк, Руска държавна библиотека – Москва, Национална библиотека – Санкт Петербург, Национална библиотека – Букурещ, Централна библиотека – Киев и др.
Методи Бежански е носител на орден „Кирил и Методий“.

## Творчество
Детска и юношеска литература
- Тончовият дар, (разкази), „Български писател“, С., 1964
- Искри, (разкази и приказки), „Български писател“, С., 1966
- Неканената гостенка, (приказка), „Български художник“, С., 1966
- Незваная гостья, (приказка на руски език), „Български художник“, С., 1966
- Копнеж по слънцето, (приказки), „Народна младеж“, С., 1973
- Улица на детството, (разкази), „Български писател“, С., 1973
- Юнашки селения, (приказки), „Военно издателство“, С., 1974
- Най-хубавата приказка, (приказка), "Библиотека „Славейче“, С., 1974
- Дневник на VI-а, (разкази), „Народна младеж“, С., 1978
- Една съвсем объркана история, (повест), „Народна младеж“, С., 1980
- Какво разказа Луната, (разкази и приказки), „Български писател“, С., 1983
- Търсят се дяволи, (повест), „Народна младеж“, С., 1983
- Дерево с двумя вершинами, (Дърво с два върха). Избрани произведения на руски език, „Детгиз“, Москва, 1983 г.
- Ееки баштуу дарак, (Дърво с два върха). На киргизки език. „Мектеп“, Фрунзе, 1985 г.
- Кой прави коравия хляб, (разкази), "Библиотека „Славейче“, С., 1986
- Вързани приказки, (повест – Наградена), „Отечество“, С., 1987
- Истории с дяволи и без дяволи, (повести), „Народна младеж“, С., 1988
- Луд свири, луд играе, (прераз. народни приказки), „Мерава“, С., 1992
- Къщичка край гората, (повест), „Сибия“, С., 1996
- Сушинка за една самотна душа,
- Мързеливата пчеличка,

За възрастни
- Накит с образ на жена, (разкази), „Военно издателство“, С., 1978
- Човек трябва да се завръща, (разкази), „Хр. Г. Данов“, Пловдив, 1986
- Спомен за хляба, (разкази), „Народна младеж“, С., 1986
- Съгреших, (анекдоти), „Мерава“, С., 1992
- Нощ със сириус, (роман), „Хр. Ботев“, С., 1997
- Магия за любов, (разкази, самост. издание), С., 2003
- Нощите на вълчите сватби, (Разкази и новели), "Пропелер, С., 2006
- Накит с образ на жена, (повест, "Пропелер, С., 2008, II преработено и допълнено издание)

Пиеси
- Големият огън. (1970)